# K42
K42 är ett forskningsoperativsystem från IBM och körs vanligtvis på PowerPC-baserade datorer
K42 är ett operativsystem utvecklat av IBM och som inriktar sig på datorsystem med flera processorer oavsett om processorerna arbetar symmetriskt eller asymmetriskt. Målet är att få fram ett system som lämpar sig för att skalas från små till mycket stora system som sprider data för bearbetning för maximal prestanda. Databaser och webbservrar har visat sig vara väldigt lämpliga att köra på plattformen.
Systemet körs för närvarande (2007) bara på PowerPC men är portabelt och kan flyttas till andra processorer vid behov. 
Istället för att utveckla ett nytt API följs POSIX och Linux-APIer vilket gör att många program kan köras på plattformen med bara en omkompilering.